# Brand Pilsener
Brand Pilsener is een Nederlands pilsbier van de Brand Bierbrouwerij. Het is een lichtblond bier met een alcoholpercentage van 5,0%.
Brand Pilsener heeft een aangename hopbitterheid. De smaak is echter sinds de overname van Brand door Heineken in 1989 veranderd, doordat Heineken er op stond het bier te pasteuriseren.
In september 2022 maakte het moederconcern Heineken bekend dat Brand Pilsener niet meer in Wijlre gebrouwen zal worden. De productie hiervan werd verplaatst naar de brouwerijen in 's-Hertogenbosch en Zoeterwoude.
Brand Pilsener staat in Limburg bekend onder het slogan “Het bier waar limburg trots op is”

## Onderscheidingen
- In 2011 kreeg Brand Pilsener twee sterren op de Superior Taste Awards.[3]
- In 2020 kreeg Brand Pilsener de "Gold Medal" in de categorie Blond-Pils van de Dutch Beer Challenge.[4]

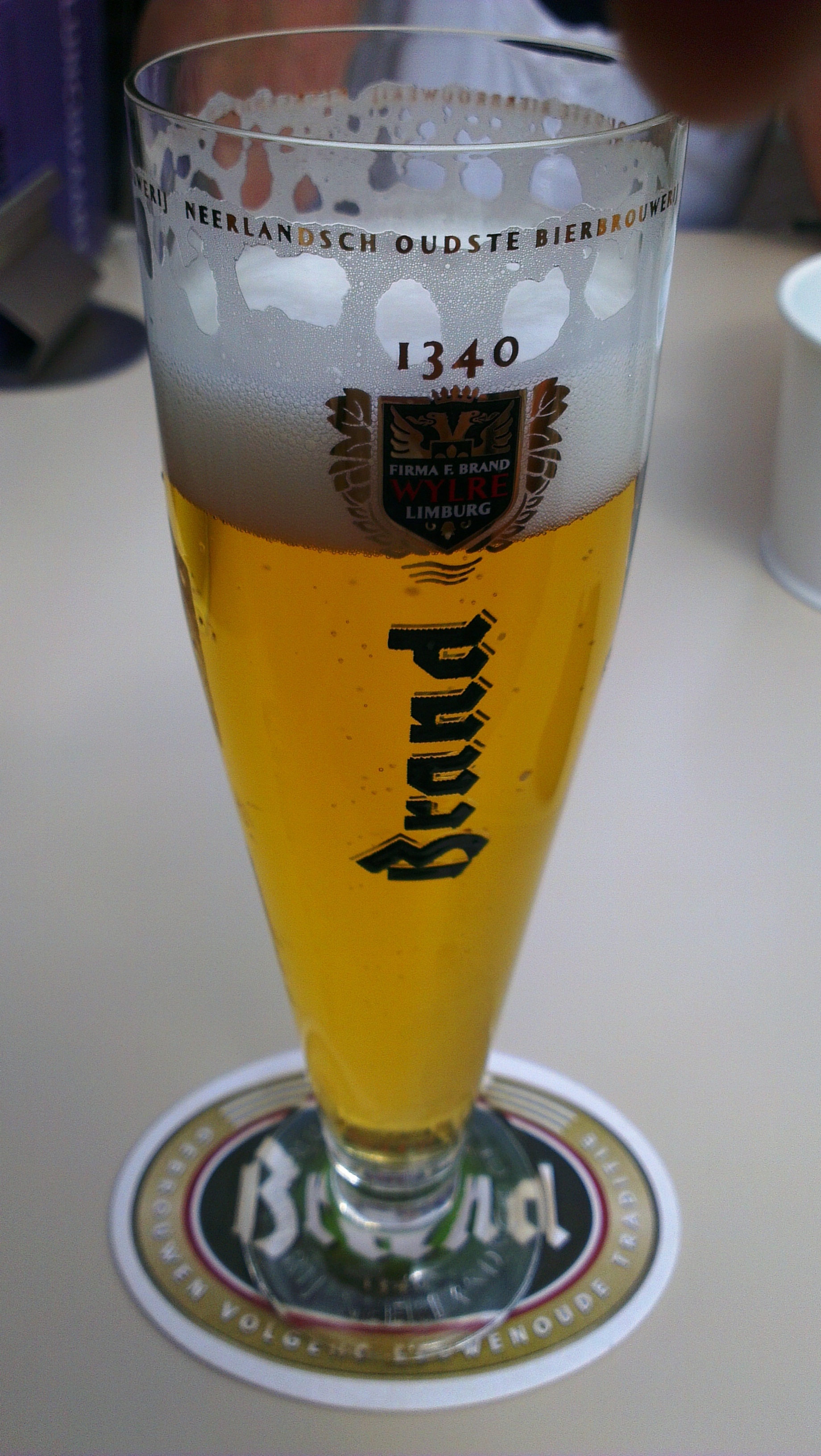
Brand Pilsener in een Preludeglas